# Deutsch-Französische Hochschule
Die Deutsch-Französische Hochschule (DFH; französisch Université franco-allemande, UFA) ist eine internationale akademische Einrichtung von 208 Partnerhochschulen aus Deutschland, Frankreich und – bei trinationalen Studiengängen – anderen Ländern. Der Verwaltungssitz befindet sich in Saarbrücken in der Villa Europa. 2023 betreut die DFH 6100 Studierende in 196 Studiengängen und 147 Hochschulstandorte.

## Entstehung
Die DFH wurde beim Deutsch-Französischen Gipfel in Weimar im September 1997 beschlossen und hat 1999 ihre Tätigkeit aufgenommen. Die Einrichtung betreut ein großes Netzwerk von Hochschuleinrichtungen in Europa, um zahlreichen Studierenden internationale, deutsch-französische, aber auch europäische Studiengänge anzubieten. Sie unterstützt außerdem die deutsch-französische, europäische und internationale Forschung sowie die Eingliederung der Absolventen in das Berufsleben.

## Netzwerk der Mitglieds- und Partnerhochschulen
Die Programme werden von einem Netzwerk aus 208 Universitäten, Fachhochschulen und Grandes Écoles in 147 Standorte aus Deutschland, Frankreich und Drittländern angeboten. Im Mai 2023 nahmen rund 6600 Studierende und rund 500 Doktoranden an den von der DFH geförderten Studiengängen teil. Neben den deutsch-französischen Studienprogrammen werden auch Programme in weiteren Ländern (Italien, Spanien, Luxemburg, Niederlande, Polen, Großbritannien, Schweiz, Marokko etc.) angeboten.

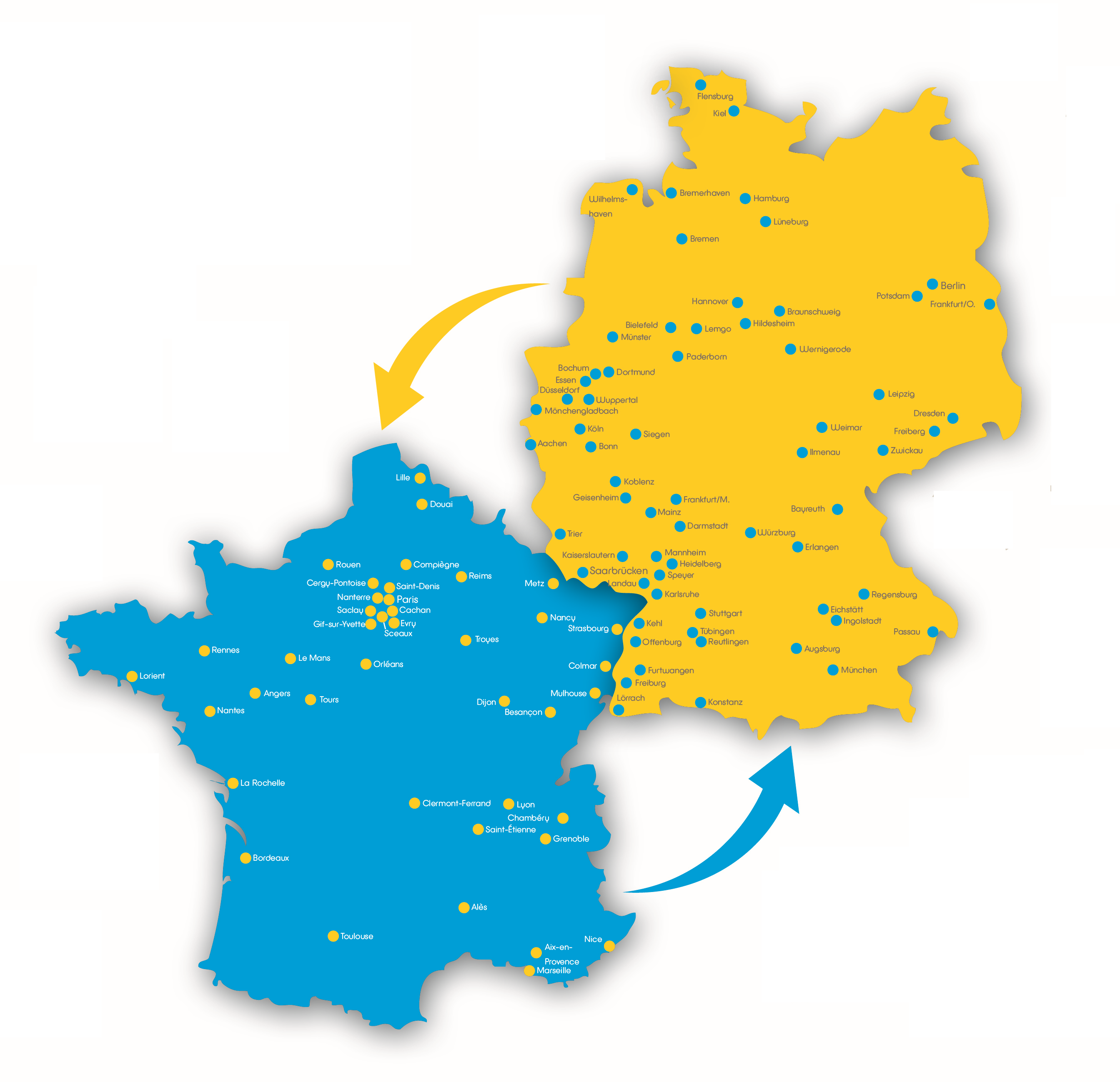
Netzwerk der Deutsch-Französischen Hochschule (2020)

## Binationale Studiengänge
Die DFH fördert binationale Studiengänge mit Doppeldiplom-Abschluss sowie strukturierte binationale Doktorandenausbildungen und die Netzwerkbildung von Nachwuchswissenschaftlern. Deutsche und französische Studierende absolvieren die integrierten Studiengänge gemeinsam in beiden Hochschulsystemen. Sie lernen verschiedene wissenschaftliche Lehrmethoden kennen, kommunizieren in der Sprache des Partnerlandes und tauchen in dessen Kultur ein. Dieser hohe Integrationsgrad unterscheidet die integrierten binationalen Studiengänge der DFH von einfachen Austauschprogrammen oder Auslandsaufenthalten. Basis ist ein gemeinsames Curriculum, das von deutschen und französischen Hochschullehrern erarbeitet wird.
Die DFH unterstützt die unter ihrem Dach kooperierenden Studiengänge und Doktorandenkollegs finanziell und zahlt den Studenten und Doktoranden monatliche Mobilitätsbeihilfen – 350 € für die Studierenden, 700 € für die Doktoranden – während der Phase im Partnerland.

## Unterstützung der Forschung
Die DFH unterstützt die Forschung ebenso durch verschiedene Programme wie das deutsch-französische Doktorandenkolleg, Sommerschulen LD1, wissenschaftliche Veranstaltungen für Nachwuchswissenschaftler und organisiert internationale Expertentreffen.
Weiterhin organisiert die DFH seit 2017 gemeinsam mit der Französischen Botschaft in Deutschland die Verleihung des Jean-Marie-Lehn-Forcheurs-Preises, mit dem ein deutsch-französisches Tandem von Nachwuchsforschern ausgezeichnet wird. Seit 2022 hat die DFH mehrere deutsch-französische Tutorate und „Chaires“ eingerichtet.

## Finanzierung
Die DFH wird durch Deutschland und Frankreich paritätisch finanziert: auf deutscher Seite vom Bundesministerium für Forschung, Technologie und Raumfahrt (BMFTR), der Kultusministerkonferenz (KMK) sowie dem Auswärtigen Amt (AA) und auf französischer Seite vom Ministère de l’Enseignement supérieur, de la Recherche et de l’Innovation (MESRI) und dem Ministère de l’Europe et des Affaires étrangères (MEAE).